# Remo nos Jogos Pan-Americanos de 2015 - Dois sem masculino
A competição do dois sem masculino foi um dos eventos do remo nos Jogos Pan-Americanos de 2015. Foi disputada no Royal Canadian Henley Rowing Course em St. Catharines, nos dias 12 e 14 de julho.

## Calendário
Horário local (UTC-4).
| Data        | Horário | Fase          |
| ----------- | ------- | ------------- |
| 12 de julho | 9:45    | Eliminatórias |
| 12 de julho | 14:25   | Repescagem    |
| 14 de julho | 10:25   | Final         |

## Medalhistas
| Ouro   | ARG Axel Haack e Diego López CHI Felipe Leal e Oscar Vasquez |
| Bronze | MEX Diego Sanchez e Leopoldo Tejeda                          |

## Resultados

### Eliminatórias
Bateria 1
| Pos. | Remador                          | Nacionalidade      | Tempo   | Notas |
| ---- | -------------------------------- | ------------------ | ------- | ----- |
| 1    | Felipe Leal Oscar Vasquez        | CHI Chile          | 6:36.21 | F     |
| 2    | Martin Barakso Mike Evans        | CAN Canadá         | 6:39.61 | R     |
| 3    | Matthew Mahon Brendan Harrington | USA Estados Unidos | 6:40.66 | R     |
| 4    | Axel Haack Diego López           | ARG Argentina      | 6:52.30 | R     |

Bateria 2
| Pos. | Remador                                  | Nacionalidade | Tempo   | Notas |
| ---- | ---------------------------------------- | ------------- | ------- | ----- |
| 1    | Diego Sanchez Leopoldo Tejeda            | MEX México    | 6:42.95 | F     |
| 2    | Vinicios Delazeri Victor Ruzicki Pereira | BRA Brasil    | 6:48.76 | R     |
| 3    | Janier Concepción Solaris Freire         | CUB Cuba      | 7:22.82 | R     |

### Repescagem
| Pos. | Remador                                  | Nacionalidade      | Tempo   | Notas |
| ---- | ---------------------------------------- | ------------------ | ------- | ----- |
| 1    | Martin Barakso Mike Evans                | CAN Canadá         | 7:08.38 | F     |
| 2    | Vinicios Delazeri Victor Ruzicki Pereira | BRA Brasil         | 7:11.29 | F     |
| 3    | Matthew Mahon Brendan Harrington         | USA Estados Unidos | 7:11.41 | F     |
| 4    | Axel Haack Diego López                   | ARG Argentina      | 7:12.44 | F     |
| 5    | Janier Concepción Solaris Freire         | CUB Cuba           | 7:19.34 |       |

### Final
| Pos.              | Remador                                  | Nacionalidade      | Tempo   | Notas |
| ----------------- | ---------------------------------------- | ------------------ | ------- | ----- |
| Medalha de ouro   | Axel Haack Diego López                   | ARG Argentina      | 6:27.77 |       |
| Medalha de ouro   | Felipe Leal Oscar Vasquez                | CHI Chile          | 6:27.77 |       |
| Medalha de bronze | Diego Sanchez Leopoldo Tejeda            | MEX México         | 6:33.52 |       |
| 4                 | Vinicios Delazeri Victor Ruzicki Pereira | BRA Brasil         | 6:38.96 |       |
| 5                 | Martin Barakso Mike Evans                | CAN Canadá         | 6:38.99 |       |
| 6                 | Matthew Mahon Brendan Harrington         | USA Estados Unidos | 6:39.77 |       |